# 小幡洋子
小幡 洋子（おばた ようこ、1968年10月17日 - ）は、元歌手、声優。東京都台東区出身。

## 来歴・人物
明大中野高校定時制に転入し卒業し1985年、｢不思議色ハピネス｣でアイドル歌手デビュー。同曲はテレビアニメ「魔法のスターマジカルエミ」の主題歌に起用され、また主人公でもある香月舞（= エミ）の声も担当した。また、同年12月にアルバム「パール・アイランド」を発表。
1986年にロックバンド「YOCO & LOOK OUT」のボーカルとなりコンサートのラストでバケツの水を頭からかぶることから、「びしょぬれ洋子」の異名を持っていた。後に「LOOK OUT」と改名して活動したが1989年にバンドを解散。1990年に「ESSEX」と改名し再出発。1991年3月シングル「100%熱くなれ」でメジャーデビュー。1992年アルバム「POPPES」をリリースしたが翌年1993年に解散。
バンド活動と並行して作詞家（一部、沢口葉子名義）として大西結花、本木雅弘、松田樹利亜らのアルバムに歌詞を提供していたが、1993年の「ESSEX」解散後、小幡自身も間もなく芸能界を引退。実家の米穀店を手伝いながら、アクセサリーデザイナーを目指して勉強を重ね、2005年にはアクセサリー教則本に名を連ねるまでに活躍している。

## グループメンバー
| 名前       | 役職       | 活動期間        | グループ名      |
| ---------- | ---------- | --------------- | --------------- |
| 小幡洋子   | ボーカル   | 全期間          | 全グループ      |
| 須貝幸生   | ベーシスト | 全期間          | 全グループ      |
| 神長弘一   | ギタリスト | 全期間          | 全グループ      |
| 平ケ倉良枝 | ドラム     | 1986年 - 1989年 | YOCO & LOOK OUT |
| 花岡英樹   | ドラム     | 1989年 - 1993年 | LOOK OUT        |
| 東宏       | ドラム     | 1990年 - 1993年 | ESSEX           |

## ディスコグラフィー

### シングル
| 枚  | 発売日         | タイトル                                          | 規格品番   | 名義     | レーベル         | 備考                                     |
| 1st | 1985年6月25日  | 不思議色ハピネス/あなただけDreaming               | 7AGS-3     | 小幡洋子 | 徳間ジャパン     | 『魔法のスターマジカルエミ』OP＆ED主題歌 |
| 2nd | 1986年1月25日  | 南国人魚姫/Shining Boy                            | 7JAS-54    | 小幡洋子 | 徳間ジャパン     | 『魔法のスターマジカルエミ』挿入歌       |
| 3rd | 1986年5月25日  | もしも空を飛べたら/ヴァージンロードなんかいらない | 7AGS-7     | 小幡洋子 | 徳間ジャパン     | 『天空の城ラピュタ』イメージソング       |
| 4th | 1989年3月21日  | 黒く塗られたYesterday/ROSE                        | 10CA-8167  | LOOK OUT | 日本コロムビア   |                                          |
| 5th | 1991年3月21日  | 100%熱くなれ/LIKE A MONKEY DANCE                  | PCDA-00168 | ESSEX    | ポニーキャニオン | 「World Sports Fair’91」イメージソング   |
| 6th | 1991年10月21日 | LONELY ANGEL/魅惑の世界へ                         | PCDA-00236 | ESSEX    | ポニーキャニオン |                                          |
| --- | -------------- | ------------------------------------------------- | ---------- | -------- | ---------------- | ---------------------------------------- |

### アルバム
小幡洋子 名義
1. PEARL ISLAND（1985年12月21日）
一部、忌野清志郎が別名義で作曲に携わっている。
1. 南国人魚姫
2. SHINING BOY
3. 銀の砂
4. 異国の窓から
5. コバルトの絵葉書
6. ティーンエイジドリーム
7. 不思議色ハピネス
8. 真珠諸島
9. LIKE A HOLLY
10. はじめてLONELY HEART

2. B・I・S・H・O・N・U・R・E YOCO（1986年6月25日 / 1986年7月25日）
同年5月のファーストコンサートの模様を収録したアルバムで、6月にLPとカセット、7月にCDを発売。各媒体ごとに収録曲が一部異なる。
3. KEY OF GOLD （1986年10月25日）
4. YOCO OBATA BEST COLLECTION（1986年12月21日）
5. GOLDEN☆BEST 小幡洋子（2004年12月22日）引退後に発売。
YOCO & LOOKOUT 名義
1. LOOK OUT!（1987年6月25日）
2. HELLO! HEARTBREAK （1988年6月21日）

LOOKOUT 名義
1. ROSE-B∀D（1989年4月21日）

ESSEX 名義
1. TINRHYTHM（1991年6月21日）
2. POPPERS（1992年4月7日）

### ビデオ
- 小幡洋子 名義
  1. PEARL ISLAND（1986年3月25日）
  2. B・I・S・H・O・N・U・R・E LIVE（1986年7月25日）

## 作詞提供
一部の曲は沢口葉子名義
- BABY'S
- 大西結花
- 本木雅弘
- 松田樹利亜
- 高橋克典
- 田中美奈子

## 出演
テレビ
- 『魔法のスターマジカルエミ』関連（香月舞/マジカルエミ[5]）
  - マジカルエミ TVシリーズ
  - OVA　艶姿魔法の三人娘　
  - OVA　魔法のスターマジカルエミ 蝉時雨　
  - OVA　魔女っ子クラブ4人組 A空間からのエイリアンX　

※2002年に発売されたDVD-BOX特典『魔法のスターマジカルエミ 雲光る』は、小幡の引退後の発売であるため、久川綾が後任を務めた。
- 『地元発信! 東京ジモティ』（2001年11月28日、放送フジテレビ）
  - 番組内のコーナー「有名人の同級生」にて、城之内早苗の高校時代の同級生として出演。

ラジオ
- 小幡洋子のティーンエイジドリーム（東海ラジオ）[1]